# 迪亚曼蒂 (市镇)
迪亚曼蒂是巴西帕拉伊巴州的一个市镇。总面积269.109平方公里，总人口6598人，人口密度24.5人/平方公里。